# Kassina schioetzi
Kassina schioetzi és una espècie de granota de la família dels hiperòlids que viu a Costa d'Ivori, Guinea i, possiblement també, a Burkina Faso, Ghana i Libèria.
Està amenaçada d'extinció per la pèrdua del seu hàbitat natural.